# Myx
Myx je filipínská kabelová televizní stanice se sídlem v Quezon City. Stanice je zaměřena na mládež s hudebním videem jako jejím primárním obsahem. To bylo představeno na free-to air televizi přes bývalou televizní stanici Studio 23 v roce 2000. Některé programy Myxu byly představeny na Studio 23 během časných ranních, odpoledních a pozdních večerních bloků. V roce 2002 byla spuštěna jako samostatná 24hodinová hudební televizní stanice na kabelu. 28. února 2007, americký protějšek byl vytvořen obstarávat Asijsko-americké společenství ve Spojených státech. Myx je pozoruhodný pro ukázání textů jak hudební video hraje, který byl upravený od video karaoke, populární zábava v Asii. Od roku 2006 uděluje stanice výroční ceny Myx Music Awards nejvýznamnějším osobnostem filipínského hudebního průmyslu.